# لبراده
لبراده (به آلمانی: Lebrade) یک شهر در آلمان است که در Plön (District) واقع شده‌است. لبراده ۶۳۳ نفر جمعیت دارد.